# Chonocephalus laetus
Chonocephalus laetus är en tvåvingeart som beskrevs av Borgmeier 1963. Chonocephalus laetus ingår i släktet Chonocephalus och familjen puckelflugor.
Artens utbredningsområde är Florida. Inga underarter finns listade i Catalogue of Life.